# John F. Kennedy Library
De John F. Kennedy Presidential Library and Museum (Nederlands: John F. Kennedy Presidentiële Bibliotheek en Museum), kortweg de JFK Library genoemd, is de presidentiële bibliotheek van de 35ste president van de Verenigde Staten, John F. Kennedy. De bibliotheek is gelegen in de wijk Dorchester van Boston, aan het water van de Massachusetts Bay.
Het gebouw werd ontworpen door de architect I.M. Pei en herbergt het officiële archief met de originele documenten en correspondentie van de regering van John F. Kennedy.
De bibliotheek en het bijbehorende museum werden in 1979 ingewijd door president Jimmy Carter in het bijzijn van leden van de familie Kennedy.